# Gastronomía de África Central

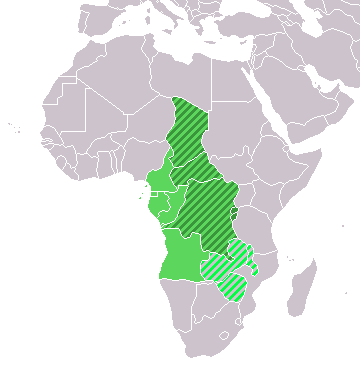
Parte central del continente africano.

La Gastronomía de África Central corresponde a los pueblos y etnias que viven África Central.

## Ingredientes
Los ingredientes más típicos son los que emplean la cassava un ejemplo es el fufu. 

## Composición
- - Gastronomía de Angola - Angola
- - Gastronomía de Camerún - Camerún
- - Gastronomía de República Centroafricana - República Centroafricana
- - Gastronomía de Chad - Chad
- - Gastronomía de la República Democrática del Congo - República Democrática del Congo
- - Gastronomía de Guinea Ecuatorial - Guinea Ecuatorial
- - Gastronomía de Gabón - Gabón
- - Gastronomía de República del Congo - República del Congo
- - Gastronomía de Santo Tomé y Príncipe - Santo Tomé y Príncipe